# 부평군
부평군(富平郡)은 과거 경기도의 행정구역이었다. 1914년 행정구역 개편으로 인천부 중 일부와 합쳐져 부천군으로 개편되었다. 현재는 인천광역시 부평구와 부천시에서 그 흔적을 찾아볼 수 있다. 옛 부평군의 영역은 오늘날의 인천광역시 서구(검단지역 제외), 부평구, 계양구, 경기도 부천시와 서울특별시 구로구 서부(안양천 서부) 및 강서구 일부에 이른다.

## 유래
초기 이름은 주부토(主夫吐) 또는 장제(長堤)였다. 토(吐)가 "둑"(堤)의 고어로 지금과 자연스럽게 연결된다. 주부(主夫)의 '주(主)'는 '님(위ㆍ높은)', '부(夫)는 '벌'이며, 장(長)은 '으뜸(위ㆍ높은)'으로 해석된다. 이병도에 의하면 마한 소국 중에 하나인 우휴모탁국이 있었던 것으로 추정된다.
출토된 유적으로는 마한시대에 중요한 지역이었음에 분명하다. 지금의 부평이라는 이름이 사용된 것은 고려시대에 처음이었다.

## 역사
| Daedongyeojido (Gyujanggak) 13-05.jpg | Daedongyeojido (Gyujanggak) 13-04.jpg |
|                                       |                                       |

- 당초에 백제 영토였다. 온조왕의 형인 비류가 미추홀(인천)에 터를 잡았었으므로 그 세력권으로 추정된다.
- 470년 장수왕의 남침으로 고구려에 일시 점령되어 주부토군(主夫吐郡)이 되었다. 치소는 미상
- 757년 경덕왕 16년에 행정제도 개편으로 장제군(長堤郡)으로 개칭된 후 김포지방의 4현(분진현(分津縣), 술성현(戌城縣),동성현(童城縣),김포현)을 영현으로 관할하였다.
- 940년 고려 태조 23년에 수주(樹州)로 승격되었다. 당시의 치소는 지금의 계양구 오류동.
- 1105년고려 숙종 10년 당시 수주의 속현이던 소성현(邵城縣)(지금의 인천)이 경원부(慶源府)로 승격되어 수주(樹州)에서 분리되었다.
- 1150년 의종 4년 안남도호부(安南都護府)로 승격되고 치소가 오류동에서 계양구 계산동으로 옮겨졌다.
- 1215년 고종 2년 계양도호부(桂陽都護府)로 개명되었다.
- 1308년 충렬왕 34년에 길주목(吉州牧)이 되었다가 2년 뒤 목이 폐지되어 부평부(富平府)가 되었다. 이 시기부터 부평이라는 지금 이름이 되었다.
- 1413년 태종 13년에 부평도호부로 승격된 후 부 혹은 현로의 강등과 도호부로의 승격이 빈번했다.
- 1895년 23부제로 행정구역이 재편되면서 부(府)제도가 폐지되었기 때문에 군(郡)으로 강등되어 인천부관할 부평군이 되었다가 다시 13도제로 변경되면서 경기도에 속하였다.
- 일제강점기인 1914년에 일제에 의한 행정폐합으로 인천부의 외곽지역과 남양군의 일부지역을 합병해 부천군이 되었다.
- 1940년 주읍인 부평이 인천부에 편입되었다.
- 1941년 소사면이 읍으로 승격되었다.
- 1948년~1968년에 인천지역에 편입된 부평지역은 인천시 부평출장소 관할이 되었다.
- 1963년 소사읍의 동쪽 일부가 서울 구로구에 편입되어 오류동, 개봉동, 고척동, 항동, 궁동, 천왕동, 온수동이 되었다.
- 1968년 부평출장소가 인천시 북구로 승격되었다.
- 1973년 소사읍이 부천시로 승격되었다. 그 외 지역은 인근 시군으로 편입되어 부천군은 폐지되었다.
- 1988년 인천직할시 북구의 서쪽이 분리되어 인천 서구가 되었다.
- 1995년 인천광역시 북구가 부평구와 계양구로 분구되었다.
- 예전 부평지역은 인천광역시 부평구, 계양구, 서구와 부천시로 나뉘어 지금에 이른다.

## 하위 행정구역
-1914년 이전 기준-
- 군내면(郡內面)
- 서면(西面)
- 마장면(馬場面)
- 동소정면(同所井面)
- 동면(東面)
- 당산면(堂山面)
- 황어면(黃魚面)
- 주화곶면(注火串面)
- 상오정면(上吾丁面)
- 하오정면(下吾丁面)
- 수탄면(水呑面)
- 옥산면(玉山面)
- 석천면(石川面)
- 모월곶면(毛月串面)
- 석곶면(石串面)

## 같이 보기
- 부천군
- 부천시